# Ельвіра Донес
Ельвіра Донес (алб.: Elvira Dones) — албанська письмнниця, журналістка, сценаристка та продюсерка документальних фільмів для швейцарського громадського радіо та телебачення, драматургиня. Пише албанською та італійською мовами.

## Біографія
Народилася в місті Дуррес на узбережжі Адріатичного моря, а виростала в столиці Тирані. Читати почала у віці чотирьох років і вже в початковій школі написала кілька сторінок, які назвала римськими. Навчалася в Тиранському державному університеті.
У 16 років почала працювати на Албанському телебаченні та завдяки цьому в 1988 році поїхала до Швейцарії, де оселилася.
У 1997 році опублікувала свій перший роман «Іноземне кохання», в перекладі на італійську — «Без багажу» (Senza bagagli). На швейцарському ґрунті[уточнити] викладає курси: літературні твори — кінематографіста та журналіста-режисера документального фільму. Вона є авторкою дев'яти творів.
З 2004 по 2015 роки проживала в районі затоки Сан-Франциско, Каліфорнія, розділяючи час між США, Швейцарією, Італією та Албанією. В кінці 2015 року вона повернулася до Італійської Швейцарії.

## Вибрана бібліографія
- 1998 — Кардиган. Тирана: видавництво Кабей.
- 1999 — Неправильні квіти. Тирана: Видавництво Онуфрі.
- 2001 — Зірки не так одягаються. Елбасан: Видавництво Сейко.
- 2001 — Ображений Білий день. Елбасан: Видавництво Сейко.
- 2002 — Я люблю Тома Хенкса. Елбасан: Видавництво Сейко.
- 2004 — З Після мовчання. Елбасан: Видавництво Сейко.
- 2007 — Верджин гіурата. Мілан: Фельтрінеллі.
- 2011 — Piccola guerra perfetta. Турин: Ейнауді.
- 2014 — Заклята Діва. Лондон: та інші історії.

## Фільмографія
- 2003 : «Брунільда» / ( Brunilda )
- 2004 : «Прибиті цвяхами» / ( I ngujuar (Nailed) ')
- 2015 : «Клятвена незаймана» / (Vergine giurata)